# Přerov nad Labem
Přerov nad Labem là một làng thuộc huyện Nymburk, vùng Středočeský, Cộng hòa Séc.